# Gil Braltar

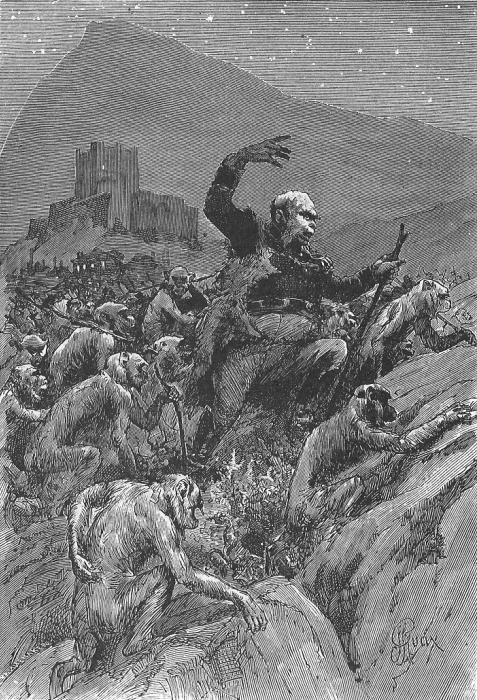
Illustration von George Roux aus der Kurzgeschichte Gil Braltar

Gil Braltar ist eine Kurzgeschichte des französischen Autors Jules Verne. Sie erschien am 3. Oktober 1887 in französischer Sprache unter dem Titel Gil Braltar als Anhang des Romans Der Weg nach Frankreich (Le Chemin de France) in dem Verlag von Pierre-Jules Hetzel in Paris.

## Handlung
Eine riesige Horde von Berberaffen wird in der Nähe der Festung von Gibraltar von einem seltsamen Anführer geleitet. Der angebliche Leitaffe ist jedoch anders als die anderen Affen. Gleichzeitig wird das Kasernenleben auf der englischen Festung porträtiert. Die Festung beherrscht mit ihren Kanonen die Straße von Gibraltar zwischen Europa und Afrika. Der Kommandant der Festung von Gibraltar ist der hässliche britische General MacKackmale.
Die Affenhorde überrennt in einer Nacht die Festung auf der Iberischen Halbinsel. Der Spanier Gil Braltar hat eine Kriegslist angewandt. Er hat sich mit einem Affenfell verkleidet zum Anführer der Affenhorde gemacht. Braltar kann jedoch überwältigt werden. General MacKackmale hat seinerseits zu der gleichen Kriegslist gegriffen und ist aufgrund seiner hässlichen Erscheinung nicht von einem echten Affen zu unterscheiden. Mit dem Affenfellumhang Braltars führt er die Affen wieder aus der Festung hinaus.

## Hintergrund
Die Kurzgeschichte ist ein satirischer Seitenhieb von Jules Verne auf den britischen Kolonialismus.  Schlussfolgerung von Verne aus der Geschichte ist, dass die Entsendung der hässlichsten Generale nach Gibraltar auch in Zukunft den Besitz der Briten sichern wird.